# Aplinar Senapati
Aplinar Senapati CM (ur. 28 października 1960 w Surada) – indyjski duchowny rzymskokatolicki, od 2016 biskup Rayagada.

## Życiorys
Święcenia kapłańskie otrzymał 28 listopada 1990 w zgromadzeniu lazarystów. Pracował głównie w zakonnych parafiach, był także m.in. wychowawcą niższego seminarium w Barpadzie (1993–1996) oraz mistrzem nowicjatu w Gopalpur (2008–2014).
11 kwietnia 2016 otrzymał nominację na biskupa nowo powstałej diecezji Rayagada. Sakry biskupiej udzielił mu 28 maja 2016 abp Salvatore Pennacchio.